# 胡溧
胡溧，1950年—2016年，美籍华人油画家。浙江镇海人。

## 生平
浙江镇海县人。1950年生于上海艺术家庭。文革期间至江西农村插队。文革结束后，回到上海成翻砂工人，业余时间从事绘画创作。
后考入上海大学美术学院，期间创作油画《哲蚌寺的喇叭声》、《黑河女人》等作品。
1990年，赴美国留学学习绘画。1995年成为美国威斯康辛大学美术教授，后成为荣誉教授。期间创作《女娲留下的两只鸟》等油画作品。

## 代表画作
- 《南京大屠杀》[4]
- 《移民系列》
- 《桌系列》
- 《默之旅》[5]